# Donald Lindsay Galbreath
Donald Lindsay Galbreath (* 9. Mai 1884 in Newark (Ohio); † 2. November 1949 in London) war ein in der Schweiz tätiger US-amerikanischer Heraldiker und Zahnarzt.

## Leben
Galbreath stammt aus einer US-amerikanischen Familie schottischer Herkunft. Sein Vater war Zahnarzt, die Mutter Lehrerin. Nach einem Mittelschulbesuch nahm er erst in Deutschland, später in den USA und in der Schweiz ein Universitätsstudium auf. Als Zahnarzt öffnete er um 1910 in Montreux (vormals Le Châtelard VD) eine Praxis. 
Seine besondere Sprachbegabung in Englisch, Deutsch und Französisch war ihm bei der wissenschaftlichen Arbeit auf dem Gebiet der Heraldik sehr hilfreich. Durch seine zahlreichen Publikationen wurde er zu einem bedeutenden Vertreter der modernen Wappenkunde. In Zusammenarbeit mit den Heraldikern Egon Freiherr von Berchem und Otto Hupp entstand ein Katalog der deutschen Wappenbücher des Mittelalters. Die Schweizer Zeitschrift „Schweizer Archiv für Heraldik“, deren französischsprachige Redaktion er innehatte, veränderte sich unter seiner Leitung von einer Regionalausgabe zur heraldischen Publikation mit internationalem Ansehen.

## Werke
Neben zahlreichen Aufsätzen zur Wappen- und Siegelkunde der Westschweiz veröffentlichte Galbreath folgende Monographien:
- mit Hubert de Vevey: Manuel d’héraldique, 1922, 1942 erweitert unter dem Titel Manuel du blason
- Handbüchlein der Heraldik, München 1930.[1]
- Armorial vaudois, 2 Bände, 1934–36 (gilt als Hauptwerk Galbreaths)
- Inventaire des sceaux vaudois, 1937
- Lehrbuch der Heraldik, München 1939 (Lausanne 1978)[2]
- mit Egon von Berchem und Otto Hupp: Beiträge zur Geschichte der Heraldik, Berlin 1939
- Papal Heraldry, Second Edition Revised by Geoffrey Briggs, London 1972